# Зиновьев, Сергей Олегович
Сергей Олегович Зиновьев (4 марта 1980, Прокопьевск) — российский хоккеист, центральный нападающий. Выступал за сборную России, чемпион мира 2008 и 2009 годов. Заслуженный мастер спорта России (2009).

## Биография
Сергей Зиновьев родился в Прокопьевске. Первый прокопьевский тренер — Василий Иванович Калюжный, первый новокузнецкий тренер — Олег Суздаленко.
В первый год занятий в школе «Металлурга» он жил по весьма напряжённому графику: школа и дом находились в Прокопьевске, а тренировки проходили в Новокузнецке. Общежитие предоставили только через год.
В 1998 году дебютировал в профессиональном хоккее в составе новокузнецкого «Металлурга» при тренере Сергее Алексеевиче Николаеве.
В 1999 году дебютировал в молодёжной сборной, а затем и в основной сборной страны.
В 2000 году награждён медалью «За заслуги перед Кузбассом» III степени за завоевание бронзовых медалей в составе новокузнецкого «Металлурга».
Летом 2000 года перешёл в ярославский «Локомотив». В январе 2001 года перешёл в «Салават Юлаев», где играл до конца сезона.
В 2002 году окончил спортивный факультет Кузбасской государственной педагогической академии.
Перед стартом чемпионата мира 2004 года в крови Зиновьева были обнаружены следы марихуаны, и он был отчислен из сборной.
После новокузнецкого «Металлурга» играл за «Салават Юлаев», «Локомотив», «Спартак», «Провиденс Брюинз» (АХЛ), «Бостон Брюинз» (НХЛ), «Ак Барс» и московское «Динамо». В составе «Ак Барса» выходил на лёд под номером 42, совпадающим с региональным кодом Кемеровской области.
В сезоне 2008/2009 успел провести в составе «Ак Барса» 10 матчей, набрав 2 очка (1+1). Не желая играть в команде Билялетдинова, написал письмо руководству КХЛ. 6 декабря КХЛ, несмотря на имеющийся у Зиновьева контракт с «Ак Барсом», объявила Зиновьева свободным агентом. «Ак Барс», не получив никакой компенсации, опубликовал на своём официальном сайте два обращения к Лиге. Сразу после этого руководство «Ак Барса» созвало экстренное совещание руководителей клубов КХЛ, на котором среди прочих вопросов обсуждалось и дело Зиновьева. Зиновьев, до этого не очень активно общавшийся с прессой, через газету «Советский спорт» 11 декабря 2008 года заявил, что опасается за здоровье своей семьи в связи с тем, что он ушёл из «Ак Барса».
16 декабря 2008 года Зиновьев подписал контракт с московским «Динамо» до конца сезона.
В июле 2009 года подписал пятилетний контракт с «Салаватом Юлаевым», в составе которого в 2011 году стал обладателем Кубка Гагарина.
Летом 2014 года подписал контракт с дебютантом КХЛ ХК «Сочи», однако контракт с хоккеистом был расторгнут до начала сезона по обоюдному согласию сторон. 18 декабря принял участие в мероприятиях, посвященных 65-летию новокузнецкого хоккея. Под своды Дворца спорта кузнецких металлургов был поднят свитер с его фамилией.
В июне 2015 года — июне 2018 года — президент Федерации хоккея Кемеровской области. 21 июля 2016 — 7 сентября 2017 года — генеральный директор ХК «Металлург» (Новокузнецк). С 01 июня 2020 года — советник председателя совета ассоциации ХК «Металлург» (Новокузнецк).

## Достижения
- 2000 — серебряный призёр чемпионата мира среди молодёжных команд.
- 2000 — бронзовый призёр чемпионата России в составе новокузнецкого «Металлурга».
- 2004 — бронзовый призёр чемпионата России в составе «Ак Барса».
- 2005 — бронзовый призёр чемпионата мира.
- 2006 — чемпион России 2005/2006.
- 2007 — обладатель Кубка европейских чемпионов.
- 2007 — бронзовый призёр чемпионата мира.
- 2008 — обладатель Континентального кубка.
- 2008 — чемпион мира.
- 2008 — обладатель Кубка Шпенглера.
- 2009 — чемпион мира.
- 2010 — бронзовый призёр КХЛ в составе «Салавата Юлаева».
- 2011 — обладатель Кубка Гагарина.
- 2014 — серебряный призёр чемпионата России в составе «Салавата Юлаева».

## Статистика
| Легенда | Легенда                    | Легенда | Легенда                   | Легенда | Легенда    |
| ------- | -------------------------- | ------- | ------------------------- | ------- | ---------- |
| И       | Количество проведённых игр | Штр     | Штрафное время            | +/−     | Плюс-минус |
| Г       | Голы                       | П       | Голевые передачи          | О       | Очки       |
| -       | Статистика неизвестна      | —       | Статистика не учитывалась |         |            |

## Награды
- Медаль ордена «За заслуги перед Отечеством» II степени (30 июня 2009 года) — за большой вклад в победу национальной сборной команды России по хоккею на чемпионатах мира в 2008 и 2009 годах[15]